# Pseudoblennius

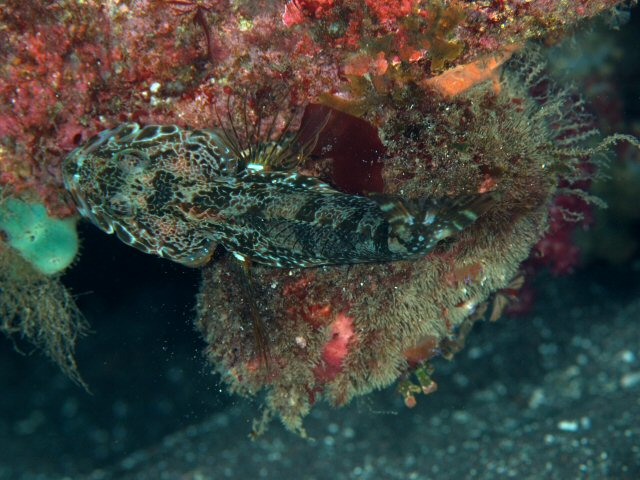
Pseudoblennius percoides

Pseudoblennius és un gènere de peixos pertanyent a la família dels còtids.

## Taxonomia
- Pseudoblennius argenteus (Döderlein, 1887)[2]
- Pseudoblennius cottoides (Richardson, 1848)[3]
- Pseudoblennius marmoratus (Döderlein, 1884)[4]
- Pseudoblennius percoides (Günther, 1861)[5]
- Pseudoblennius totomius (Jordan & Starks, 1904)[6]
- Pseudoblennius zonostigma (Jordan & Starks, 1904)[6][7][8][9][10][11]